# Župnija Sv. Lovrenc na Dravskem polju
Župnija Sv. Lovrenc na Dravskem polju je rimskokatoliška teritorialna župnija dekanije Dravsko polje mariborskega naddekanata, ki je del nadškofije Maribor.